# Metagou (Luculai)
Metagou ist eine osttimoresische Aldeia im Suco Luculai (Verwaltungsamt Liquiçá, Gemeinde Liquiçá). 2015 lebten in der Aldeia 115 Menschen.

## Geographie und Einrichtungen
Metagou bildet den Mittelteil des Sucos Luculai. Nördlich liegen die Aldeias Hunehei und Lebuana und südlich die Aldeia Natarae. Im Westen grenzt Metagou an den Suco Darulete, im Nordwesten an den Suco Dato und im Osten an den Suco Metagou im Verwaltungsamt Bazartete.
Im Süden befindet sich der Ort Luculai mit dem Sitz des Sucos und die Grundschule Escola Primaria Luculai. Der Ort Metagou liegt an der Nordgrenze und beherbergt den Sitz der Aldeia.
Der Fluss Caray durchquert die Aldeia zwischen den Dörfern Luculai und Metagou in Richtung Westen und mündet in den Gaulara, den Grenzfluss zu Dato. Er ist ein Quellfluss des Gularkoo.

## Politik
2023 wurde Benedito Fatima Soares zum Chefe de Aldeia gewählt.